# Toreby (Guldborgsund Kommune)
 For alternative betydninger, se Toreby. (Se også artikler, som begynder med Toreby)
Toreby er en by på Lolland med 614 indbyggere  (2025), beliggende 12 km sydøst for Sakskøbing, 14 km nordøst for Nysted og 8 km vest for kommunesædet Nykøbing Falster. Byen hører til Guldborgsund Kommune og ligger i Region Sjælland. I 1970-2006 hørte byen til Nykøbing Falster Kommune.
Toreby hører til Toreby Sogn. Toreby Kirke ligger i byen. I 2014 blev Toreby udnævnt til "Årets Landsby" i Guldborgsund Kommune.

## Faciliteter
- Toreby Skole blev i 2013 solgt til Lolland-Falsters største produktionsskole Multicenter Syd, som er et praktisk uddannelsestilbud, baseret på værkstedsundervisning.[3] Nærmeste folkeskole er nu Sundskolen i Sundby.
- Børnehuset Toreby er et aldersintegreret kommunalt dagtilbud for børn i alderen 0-6 år. Det har 1 vuggestuegruppe og 2 børnehavegrupper. Børnehuset startede i 1979 og har til huse i den gamle forskole.
- Torebyhallen bruges af (TSG), der tilbyder badminton, gymnastik, Roller derby og volleybold, samt fodboldklubben Toreby-Grænge Boldblub. Desuden bruges hallen af Sundskolen og Aktiv Fritid Nykøbing F.
- I byen findes Toreby Plejecenter.
- Byen har købmandshandel, cafeteria og pizzeria samt selskabslokalet "Forsamlingsgården Toreby".

## Historie

### Forhistorie til middelalderen
Området ved Toreby har været beboet siden oldtiden. I 2006 fandt man to romerske grave som er dateret til mellem år 0 og år 150.
Omkring år 1200 opførte man Toreby Kirke. Omkring år 1500 blev den dekoreret med kalkmalerier, der tilskrives Brarupmesteren.

### 1800-tallet
I 1899 beskrives Toreby således: "Thoreby (i Vald. II’s Jordeb. Thoræby), ved Landevejen fra Sakskjøbing, med Kirke, 2 Skoler (Thoreby og Thoreby østre), Fattiggaard (Plads for 48 Lemmer), Forsamlingshus (opf. 1888), Sparekasse (opr. 24/11 1872...Antal af Konti 288), Andelsmejeri, Mølle, Skovriderbolig, Skovfogedboliger (Stenbrohus og Hamborghus)".

### 1900-tallet til nu

#### Nystedbanen
Toreby fik i 1927 trinbræt på Stubbekøbing-Nykøbing-Nysted Banens strækning Nykøbing-Nysted, som var indviet i 1910. Trinbrættet havde græsperron og læskur af træ. Det lå hvor banen krydsede Gl. Landevej. På et tidspunkt blev der anlagt omfartsvej syd om Gl. Landevej, som så blev lukket ved baneoverskæringen.
Persontrafikken blev indstillet i 1961, godstrafikken i 1966. 1½ km af banens tracé er bevaret som sti mod sydvest fra Gl. Landevej til Møllevej i Flintinge. Her ligger den meget velbevarede Flintinge Station med perronkant og signalmast.

#### Mindesten
I trekanten hvor Skolevej munder ud i Gamle Landevej, står en sten der blev afsløret 18. april 1921 til minde om Genforeningen i 1920. Hvor Gamle Landevej munder ud i Torebyvej, er der rejst en sten til minde om befrielsen.